# Explosions a la Marató de Boston de 2013
El 15 d'abril de 2013 vers les 14:45 EDT es produïren dues explosions prop de la zona d'arribada de la Marató de Boston de 2013. Aproximadament tres hores després de l'arribada dels guanyadors, se sentiren dues fortes explosions des de Copley Square, poc abans de la línia d'arribada.
Els mitjans informaren que de les persones ferides, almenys deu havien perdut extremitats i havien estat ingressades a hospitals locals. Un cop fet el recompte de víctimes, la xifra pujà fins als 183 ferits i 3 morts.

## Víctimes
Els funcionaris del Departament de Policia de Boston informaren que van morir tres persones i hi hagué com a mínim 1.257 ferits. Els hospitals locals varen informar de més ferits encara, segons el Boston Globe, més de 100 persones foren ateses en diferents instal·lacions.
Les tres persones que van morir foren:
- Martin Richard: un nen de 8 anys, de Dorchester, la seva mare, Denise Richard, va quedar ferida, així com la seva germana petita de 6 anys.
- Krystle M. Campbell: una dona de 29 anys, gerent d'un restaurant de Medford.
- Lü Lingzi: una jove de 23 anys d'origen xinès que estudiava a la Universitat de Boston.

## Identificació i persecució dels sospitosos
Les autoritats van identificar com a autors de l'atac dos germans d'origen txetxè, Tamerlan Tsarnàiev, de 26 anys, i Djokhar A. Tsarnàiev, de 19, que de petits havien emigrat als Estats Units amb els seus pares, i foren identificats el 19 d'abril després de matar l'agent de seguretat Sean Collier del Massachusetts Institute of Technology, a Cambridge. En la persecució per carretera van disparar i llançar explosius a la policia i finalment Tamerlan fou abatut, però el seu germà fugí i fou capturat hores més tard al districte de Watertown.